# ترياق (مصطلح)
التّريَاق هو دَواء السُّموم.

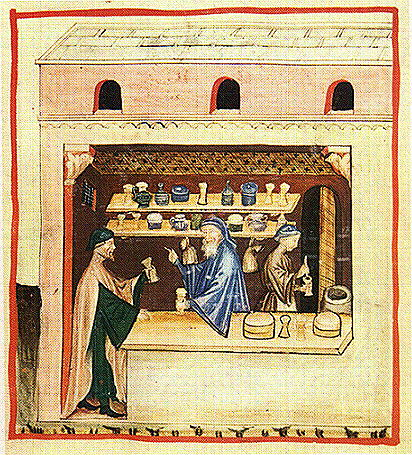

قال الفيْروزابادي: «هو دَواءٌ مركب اخترعَه ماغنيس وتمّمه أندروماخس بزيادة لحوم الأفاعي فيه، نافِع من لدْغ الهَوامِّ السّبُعيّة». ومن الترياقات المعروفة ترياق المثروديطوس المنسوب إلى «الملك مثروديطوس» ثم استبدلت بترياق اسمه «الترياق الفاروقي» الذي اخترع لاحقا.